# Кинематограф Израиля
Израильское кино (ивр. הקולנוע הישראלי‎) — национальный кинематограф Государства Израиль.
В среднем в Израиле снимают 16 художественных фильмов в год, 300 часов телевизионных фильмов и 100 часов документального кино.

## История

### До создания Государства Израиль
Ещё со времён турецкого владычества в Палестине снимались фильмы. В 1896 году братья Люмьер послали французского кинооператора Александра Промио на Ближний Восток. Промио снял несколько фильмов, впервые запечатлев на плёнку виды Иерусалима и Палестины. В 1899—1902 годах Теодор Герцль пытается снять несколько пропагандистских фильмов об Эрец-Исраэль, но затея не получает развития.
В 1903 году компания Edison Studios снимает в Палестине фильм «Танцоры у ворот Яффо». Некоторые фильмы, в том числе «Армия Иисуса», были сняты на деньги христианских миссионеров. Специально для 10 Сионистского конгресса 1911 года британский кинорежиссёр Мори (Моше) Розенберг снимает «Первый фильм в Эрец-Исраэль». В 1913 году кинокомпания «Мизрах» из Одессы снимает пропагандистский фильм «Еврейская жизнь в Эрец-Исраэль».
В 1913 году Акива Арье Вайс открывает первую киностудию в Палестине под названием «Ора хадаша», правда первый фильм, посланный во Францию, потерялся из-за разразившейся Первой мировой войны.
В 1917 году Яаков Бен-Давид, прозванный «Пионером ивритского кинематографа», снимает документальный фильм о прибытии генерала Эдмунда Алленби в Иерусалим.
На протяжении нескольких лет профессор Борис Шац, основатель «Школы искусства и ремёсел Бецалель», пытался создать кинематографическую промышленность в Палестине, но эти попытки ни к чему не привели.
С прибытием в Палестину в 1926 году Натана Аксельрода начал развиваться ивритский кинематограф. Аксельрод, выходец из России, находился под влиянием идей Сергея Эйзенштейна и Всеволода Пудовкина. Он начинает снимать первый художественный ивритский фильм «Пионер» (החלוץ), но из-за финансовых трудностей съёмки пришлось прервать. Аксельрод создаёт кинотоварищество и начинает выпускать кинодневники, рассказывающие о жизни в Палестине, в том числе о прокладке нефтепровода между Хайфой и Киркуком, начале строительства Нетании и т. д.
В 1931 году компания «Ага» Баруха Агадати снимает первый ивритский анимационный фильм «Приключения Гади бен Суси» (הרפתקאותיו של גדי בן סוסי).
В начале 1930-х годов Александр Форд снимает в Палестине фильм «Сабра» («Цабар»), причём сценарий был написан его женой Ольгой. Фильм, снятый в жанре вестерна, рассказывает о еврейских поселенцах, ищущих воду в пустыне и сталкивающихся с группой вооружённых бедуинов. В фильме снимались ведущие театральные актёры того времени, в том числе Хана Ровина, Иегошуа Бертонов, Рафаэль Клячкин и др.

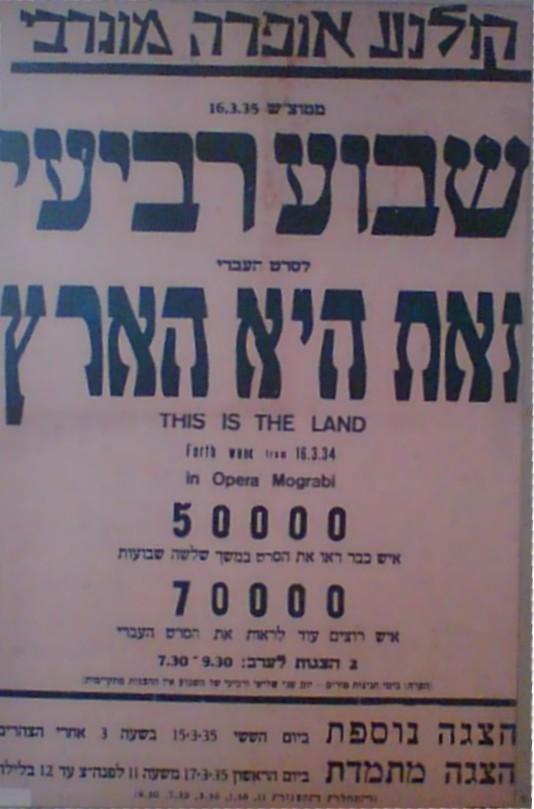
Афиша фильма «Вот эта земля»

В 1935 году Барух Агадати снимает свой самый известный фильм «Вот эта земля» (זאת היא הארץ).
Остановившееся во время Второй мировой войны кинопроизводство заработало снова после провозглашения независимости Израиля в 1948 году. В основном снимались документальные фильмы и кинодневники, на средства и по заказу израильского правительства. В 1954 году пресс-служба ЦАХАЛа создаёт собственную студию, снимающую как документальные, так и образовательные фильмы. В том же году Кнессет принимает «Закон о поощрении кинопроизводства», обязывающий владельцев кинотеатров показывать определённый процент израильских фильмов. В 1960 году правительство начинает в полном масштабе субсидировать местное кинопроизводство.

### 1950-е годы

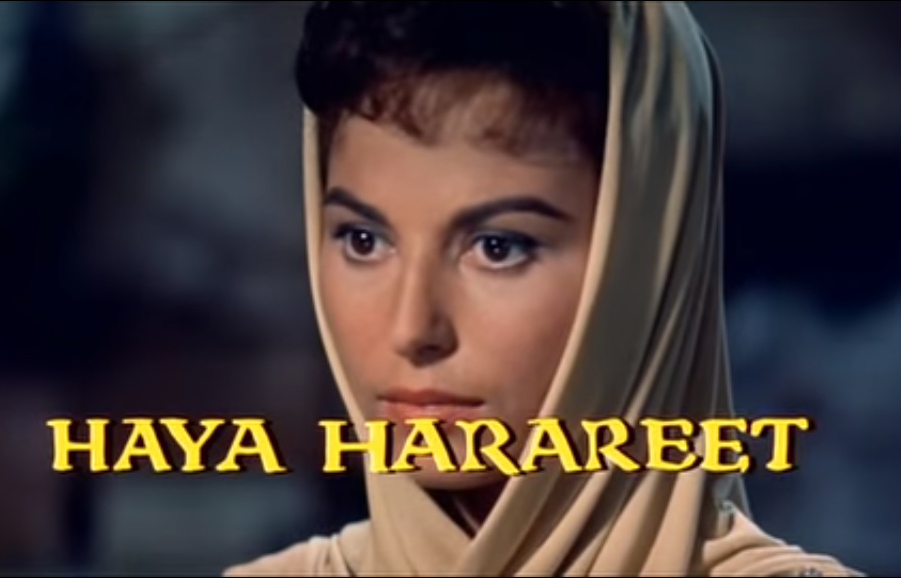
Хайя Харарит в фильме Бен-Гур

В 1950-х годах в Израиле снимается несколько художественных фильмов, среди которых самым значительным был вышедший в 1955 году «Высота 24 не отвечает» (גבעה 24 אינה עונה). На тот момент он был самым дорогим фильмом, снятым на израильской киностудии. Бюджет фильма составлял 650 тысяч фунтов стерлингов, но потрачено на производство было в три раза больше. Это был первый израильский художественный фильм, представленный на кинофестивале в Каннах. В фильме снимались известные израильские и зарубежные актёры, в том числе Хайя Харарит, Майкл Уэйджер, Арик Лави, Шошана Дамари, Эдвард Малхэр и другие. Постановщиком фильма был британский кинорежиссёр Торольд Дикинсон. Фильм имел кассовый успех, но в Израиле был встречен холодно, в первую очередь из-за того, что снимался на английском языке.

### 1960-е годы
После начала субсидирования правительством израильского кинематографа начался его настоящий рассвет. На это время приходится начало работы в кино Эфраима Кишона, Ури Зоара, Менахема Голана, Арика Айнштейна, Аси Даяна, Боаза Давидзона и т. д. Наибольшую популярность в то время приобретают фильмы, снятые в так называемом жанре «Бурекас-фильмы» (סרט בורקס). В основе этого жанра лежат отношения между различными представителями израильского народа (в основном, между сефардами и ашкеназами) с полным набором стереотипов, разницей в культуре, насмешками над акцентами и тому подобным. Название «Бурекас-фильмы» придумал израильский кинорежиссёр Боаз Давидзон, автор культового фильма «Эскимо-лимон», как насмешливый синоним спагетти-вестернов. Первым таким фильмом, стал снятый Эфраимом Кишоном «Салах Шабати» (סאלח שבתי) с Хаимом Тополем в главной роли. Фильм пользовался огромной популярностью в Израиле. Он получил два приза «Золотой глобус» в категориях лучший актёр и лучший зарубежный фильм. К тому же это был первый израильский фильм, номинированный на «Оскар» в категории за лучший иностранный фильм.
С другой стороны, под влиянием Новой волны, в израильском кинематографе появилась группа режиссёров и актёров, называющих себя «Новая чувственность» (הרגישות החדשה), пытающихся создать новое, модернистское кино. Первым таким фильмом стал снятый в 1964 году Ури Зоаром «Дыра в луне» (חור בלבנה). Фильм полностью провалился в прокате, но уже следующий «Три дня и ребёнок» (שלושה ימים וילד) того же режиссёра, принёс не только финансовый успех, но и приз за лучшую мужскую роль на Каннском кинофестивале актёру Одеду Котлеру.
Как и «Фильмы-бурекасы», так и «Новая чувственность» продолжали своё развитие вплоть до 80-х годов.

### 1970-е годы
В 1970-х годах «Фильмы-бурекасы» приобрели необычайную популярность у израильских зрителей, на фоне уничижительного отношения к ним со стороны критиков. Такие фильмы как «Чарли с половиной» (צ'ארלי וחצי) и «Торжество в снукере» (חגיגה בסנוקר), с Зеевом Ревахом и Иегудой Барканом в главных ролях, разошлись на фразы в израильском обществе. «Эскимо-лимон», «А-Лаака» и «Высота Хальфон не отвечает» стали культовыми фильмами израильского кино. В то же время представители «Новой чувственности» снимали свои лучшие фильмы. Эфраим Кишон поставил «Полицейского Азулая» (השוטר אזולאי), получившего приз «Золотой глобус» и выдвинутого на «Оскар». В главной роли снялся один из лучших израильских актёров Шайке Офир. Два фильма режиссёра Моше Мизрахи «Я люблю тебя, Роза» (אני אוהב אותך רוזה) и «Дом на улице Шлуш» (הבית ברחוב שלוש) также выдвигались на получение премии «Оскар» в категории «Лучший иностранный фильм», как и фильм Менахема Голана «Операция Йонатан».

### 1980-е годы
На фоне экономического кризиса в Израиле произошёл кризис и в израильском кинематографе. Всё меньше публики посещало кинотеатры и правительственные субсидии тоже не увеличивались. Среди наиболее удачных фильмов того периода, можно выделить «За решёткой» (מאחורי הסורגים) Ури Барабаша, «Аванти пополо» (אוונטי פופולו) Рафи Букаи, «Блюз летних каникул» (בלוז לחופש הגדול) Ренена Шора и «Два пальца от Сидона» (שתי אצבעות מצידון) Эли Коэна, причём последний был снят студией пресс-службы ЦАХАЛа. Одноимённая песня из фильма стала хитом на израильском радио.
С 1983 года в проводится Международный хайфский кинофестиваль.

### 1990-е годы

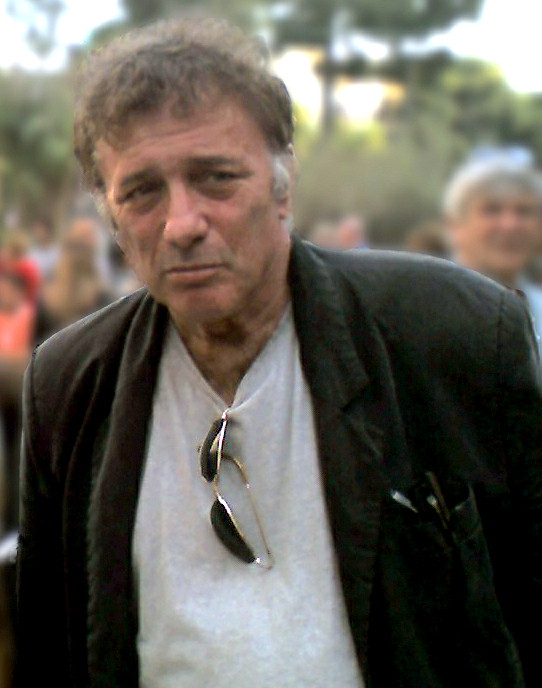
Аси Даян

В 1990-х годах израильские кинематографы обратились к более понятному публике жанру мелодрамы. Фильмы Шабтая Габизона «Шуру» (שורו) и «Больной любовью из квартала Гимель» (חולה אהבה בשיכון ג) с Моше Ивги в главных ролях, «Жизнь по Агфе» (החיים על פי אגפא) Аси Даяна, «Песнь сирены» (שירת הסירנה) Эйтана Фокса, «Афула-экспресс» (עפולה אקספרס) Джули Шелез завоевали любовь израильского зрителя. В 1993 году на экраны выходит фильм «Зоар», повествующий о трагической судьбе знаменитого израильского певца Зоара Аргова. В 1999 году, режиссёр Арик Каплун обращается к теме проблем репатриации советских евреев в Израиль. Он снимает фильм «Друзья Яны» (החברים של יאנה), рассказывающий о судьбе брошенной мужем новой репатриантки на фоне операции Буря в пустыне. В фильме снимались Эвелин Каплун, Нир Леви, Владимир Фридман, Исраэль Демидов, Евгения Додина, Люси Дубинчик и др. Фильм тепло встретили как зрители, так и критики на кинофестивалях в различных странах.

### 2000-е годы
После упадка израильской кинопромышленности в конце 1990-х годов и принятия закона о её общественном финансировании в 2001 году израильский кинематограф переживает бум. Публика снова вернулась в кинотеатры. Израильские фильмы пользуются заслуженным успехом на мировых кинофестивалях. Развитие коммерческого телевидения в Израиле повлекло за собой расцвет кино. На экраны выходят фильмы молодых израильских кинорежиссёров, таких как Довер Косашвили с фильмом «Поздняя свадьба» (חתונה מאוחרת), Нир Бергман — «Сломанные крылья» (כנפיים שבורות) и «Внутренняя грамматика» (הדקדוק הפנימי), Йосеф Сидар — «Бофор» (בופור), Эран Колирин — «Визит оркестра» (ביקור התזמורת), Шмуэль Маоз — «Ливан» (לבנון) и др. Снимают новые фильмы и известные кинорежиссёры: Эйтан Фокс — «Прогулки по воде» (ללכת על המים) и «Йосси и Джаггер» (יוסי וג'אגר); Ави Нешер — «Конец света налево» (סוף העולם שמאלה); Шаби Габизон — «Катастрофы Нины» (האסונות של נינה) и т. д. В 2005 году, фильм одного из самых известных режиссёров Израиля Амоса Гитая «Свободная зона» (אזור חופשי) выходит в мировой прокат. В фильме снялась Натали Портман, а исполнительница главной женской роли Хана Ласло получила премию за лучшую женскую роль на Каннском кинофестивале.
Кинокартины израильских авторов всё чаще в 2000-е годы завоёвывают награды на крупнейших мировых кинофестивалях. На Каннском кинофестивале израильтяне с 2004 года, помимо премии Ханы Ласло, были также удостоены двух премий «Золотая камера» за лучший дебютный фильм («Моё сокровище» и «Медузы»), приза зрительских симпатий и премии международных критиков («Визит оркестра») и премии за лучший сценарий («Примечание» Йосефа Сидара). Фильм Сидара «Бофор» получил «Серебряного медведя» на Берлинском фестивале и был выдвинут на «Оскар». Также номинации на «Оскар» удостоились «Примечание», израильская криминальная драма «Аджами» и анимационный фильм Ари Фольмана «Вальс с Баширом». Последний собрал награды многочисленных фестивалей в области анимации и завоевал «Золотой глобус» и «Сезар» за лучший фильм на иностранном языке. Фильмы израильтян получали Гран-при кинофестивалей в Карловых-Варах и Токио, а на кинофестивале в Венеции в 2012 году молодая актриса Хадас Ярон получила приз за лучшую женскую роль («Заполнить пустоту»). В 2013 году в шорт-лист претендентов на «Оскар» за лучший документальный полнометражный фильм вошли сразу две израильские ленты — «Привратники» режиссёра Дрора Море́ и «5 разбитых камер» израильтянина Гая Давиди и палестинца Эмада Бурната.
Перемены произошли не только в месте израильского кино на мировой культурной арене, но и внутри страны. Количество снимаемых в год картин выросло до 16. Доля израильских фильмов в общем объёме посещений кинотеатров, упавшая до 0,3 % к 1998 году (36 тысяч билетов из проданных 10 миллионов), к 2006 году выросла до 14 %.

## Кинематографические премии
В Израиле две известных кинематографических премии. «Офир» вручается Израильской киноакадемией с 1990 года и носит имя выдающегося актёра Шайке Офира. Второй — «Приз Волжина», вручается на Иерусалимском международном кинофестивале с 1988 года и носит имя американского бизнесмена Джека Волжина (с 2010 года «Приз Хаджаджа», в память об американском продюсере Р. Н. Хаджадже).

### Список фильмов-призёров премии Офир
(по)
| Год  | Название фильма                    | Режиссёр                  |
| ---- | ---------------------------------- | ------------------------- |
| 1990 | Шуру                               | Сави Габизон              |
| 1991 | За морем                           | Яаков Гольдвассер         |
| 1992 | Жизнь по Агфе                      | Аси Даян                  |
| 1993 | Месть Ицика Финкельштейна          | Энрике Ротенберг          |
| 1994 | Шхур                               | Шмуэль Асфари             |
| 1995 | Больной любовью из квартала Гимель | Сави Габизон              |
| 1996 | Святая Клара                       | Ури Сиван и Ари Фольман   |
| 1997 | Афула-экспресс                     | Джули Шелез               |
| 1998 | Цирк Палестина                     | Эяль Хальфон              |
| 1999 | Друзья Яны                         | Арик Каплун               |
| 2000 | А-Эсдер                            | Иосиф Сидар               |
| 2001 | Поздняя свадьба                    | Довер Косашвили           |
| 2002 | Сломанные крылья                   | Нир Бергман               |
| 2003 | Катастрофы Нины                    | Сави Габизон              |
| 2004 | Медурат А-Шевет                    | Иосиф Сидар               |
| 2005 | Какое прекрасное место             | Эяль Хальфон              |
| 2006 | Авива, любовь моя                  | Шеми Зархин               |
| 2007 | Визит оркестра                     | Эран Колирин              |
| 2008 | Вальс с Баширом                    | Ари Фольман               |
| 2009 | Аджами                             | Ярон Шани и Скандер Копти |
| 2010 | Менеджер по персоналу              | Эран Риклис               |
| 2011 | Сноска                             | Иосиф Сидар               |
| 2012 | Заполнить пустоту                  | Рама Бурштейн             |
| 2013 | Вифлеем                            | Юваль Адлер               |
| 2014 | Развод                             | Ронит и Шломи Элькабец    |
| 2015 | Баба Джун                          | Юваль Дельшад             |